# Woowoonga National Park
Woowoonga National Park är en park i Australien. Den ligger i delstaten Queensland, omkring 240 kilometer norr om delstatshuvudstaden Brisbane. Woowoonga National Park ligger 241 meter över havet.
Trakten runt Woowoonga National Park är nära nog obefolkad, med mindre än två invånare per kvadratkilometer.. Närmaste större samhälle är Biggenden, nära Woowoonga National Park.
I omgivningarna runt Woowoonga National Park växer huvudsakligen savannskog. Genomsnittlig årsnederbörd är 1 212 millimeter. Den regnigaste månaden är mars, med i genomsnitt 257 mm nederbörd, och den torraste är september, med 21 mm nederbörd.